# Heskin
Heskin is een civil parish in het bestuurlijke gebied Chorley, in het Engelse graafschap Lancashire met 898 inwoners.